# Ahmed Faizy
Ahmed Faizy (* 1979) ist ein ehemaliger ägyptischer Squashspieler.

## Karriere
Ahmed Faizy spielte von 1996 bis 2001 auf der PSA World Tour. In dieser Zeit erreichte er ein Mal ein Endspiel, 1997 in den Vereinigten Staaten. Seine höchste Platzierung in der Weltrangliste erreichte er mit Rang 41 im November 1999. Bereits in seiner Zeit bei den Junioren feierte er große Erfolge. 1996 gewann er die Junioren-Weltmeisterschaft gegen Stewart Boswell mit 9:6, 3:9, 9:7 und 9:6.